# Río Alte
El río Alte (en portugués, ribeira de Alte) es un río del suroeste de la península ibérica que transcurre íntegramente por el Algarve (Portugal).

## Curso
El Alte junto con el río Algibre, otro afluente, se convierte en el río Quarteira después de la confluencia de ambos. La fuente del río está a poca distancia al este del pueblo de Alte. Recorre una distancia de 11,6 kilómetros hasta su confluencia con el río Algibre cerca del pueblo de Paderne.
Es uno de los ríos en el Algarve central que conforman el ecosistema acuático conocido como el sistema acuífero Querença-Silves.

## Fuente
- Esta obra contiene una traducción  derivada de «Alte River» de Wikipedia en inglés, publicada por sus editores bajo la Licencia de documentación libre de GNU y la Licencia Creative Commons Atribución-CompartirIgual 4.0 Internacional.